# Lamotrigină
Lamotrigina este un medicament derivat de triazină, care este utilizat ca agent antiepileptic, în tratamentul unor tipuri de epilepsie, dar și în durerea neuropată. Calea de administrare disponibilă este cea orală.
Se află pe lista medicamentelor esențiale ale Organizației Mondiale a Sănătății. Este disponibil sub formă de medicament generic.

## Utilizări medicale

### Epilepsie
Lamotrigina este utilizată ca medicament anticonvulsivant, în tratamentul unor tipuri de epilepsie, precum:
- convulsii parțiale și generalizate, singură sau în asociere cu alte anticonvulsivante
- convulsii tonico-clonice
- convulsii asociate cu sindromul Lennox-Gastaut.

### Alte afecțiuni
Lamotrigina este indicată în profilaxia episoadelor depresive din tulburările bipolare, dar nu pentru tratamentul acut al episoadelor maniacale sau depresive. Mai este utilizată în tratamentul durerilor neuropate, al nevralgiei de trigemen și al migrenelor.

## Reacții adverse
Principalele efecte adverse asociate tratamentului cu lamotrigină sunt cefaleea, greața, voma, ataxia și somnolența.